# روتنون
روتنون (انگلیسی: Rotenone) نوعی ایزوفلاوون کریستالی بی‌رنگ و بی‌بو است که به عنوان حشره‎ کش و آفت‎ کش استفاده میشود. این ترکیب همچنین برای درمان جرب و انگل های حیوانات اهلی نیز استفاده میگردد.